# Haus Fougères
Das Haus Fougères war vermutlich eine Nebenlinie des Hauses Rennes, die sich zu einer Zeit abspaltete, als die Familie die Herrschaft in der Bretagne antrat. Méen de Rennes ist der erste bekannte Herr der Burg Fougères und dem sich dann am Fuß der Burg entwickelnden Ort Fougères, die mit den südlich herrschenden Herren von Vitré die Grenzen der Bretagne gegenüber der Grafschaft Maine und damit dem Königreich Frankreich sicherten, und dabei den mächtigen Herren von Mayenne und Laval gegenüberstanden (siehe auch: Haus Vitré, Haus Mayenne und Haus Laval).
Die Familie tritt Anfang des 11. Jahrhunderts erstmals auf und bestand über zehn Generationen bis zum Ende des 13. Jahrhunderts. Angehörige der Familie nahmen 1066 an der Normannischen Eroberung Englands teil und erhielten Lehen auf der Insel, wodurch sich einige eheliche Verbindungen über den Ärmelkanal hinweg ergaben.
1307 wurde Fougères vom französischen König Philipp IV. von den Erben der letzten Herrin erworben.

## Stammliste
1. Méen (I.) de Rennes, † 1020, Seigneur de Fougères; ⚭ NN – Vorfahren siehe Haus Rennes
  1. Alfred de Fougères, † 1048, 1020 Seigneur de Fougères; ⚭ NN
    1. Méen (II.) de Fougères, † vor 1089 als Mönch, 1048 Seigneur de Fougères, 1066 Teilnehmer an der Normannischen Eroberung Englands, bestattet in Sainte-Trinité in Fougères; ⚭ Adélaide, † nach ihrem Ehemann, bestattet in Sainte-Trinité in Fougères
      1. Raoul (I.) de Fougères, † 1124, vor 1089 Seigneur de Fougères, im Domesday Book als Grundbesitzer in Surrey und Buckinghamshire genannt, stiftete das Grundstück, auf dem 1112/13 das Kloster Savigny gegründet wurde; ⚭ Avice de Clare, Tochter von Richard FitzGilbert, Lord of Clare (Clare (Familie)), und Rohese Giffard of Buckingham (Haus Giffard)
        1. Méen (III.) (Franswalo) de Fougères, † 1138, 1124 Seigneur de Fougères
        2. Henri de Fougères, † 1154, 1138 Seigneur de Fougères, 1130 mit Grundbesitz in Wiltshire genannt, 1150 Mönch in Savigny; ⚭ Olive de Penthièvre, Tochter von Étienne (I.), Comte de Penthièvre (Haus Rennes), und Havise de Guingamp (Havise de Blois) (Haus Blois), sie heiratete in zweiter Ehe Guillaume, Seigneur de Saint-Jean-le-Thomas
          1. Raoul (II.) de Fougères, † 16. Mai 1194 in Savigny, 1154 Seigneur de Fougères, er rebellierte gegen König Heinrich II. von England, verlor 1166/73 seinen englischen Besitz und baute 1173 die von König Heinrich zerstörte Burg Fougères wieder auf; ⚭ Mathilde, vielleicht Tochter von Juhael de Mayenne (Haus Mayenne)
            1. Juhael de Fougères, † nach 1173
            2. Guillaume de Fougères, † 7. Juni 1187; ⚭ (1) Agatha du Hommet, wohl Tochter von Richard du Hommet und Agnes de Say; ⚭ (2) Fulk (II.) Paynel
              1. Geoffroy de Fougères, † 1212, 1196 Seigneur de Fougères; ⚭ Mathilde de Porhoët, Tochter von Eudes, Vicomte de Porhoët (Haus Rohan)
                1. Raoul (III.) de Fougères, † 24. Februar 1257, 1212 Seigneur de Fougères, bestattet in Savigny; ⚭ Isabelle de Craon, * nach 1223, † nach 1271, Tochter von Amaury (I.), Seigneur de Craon (Haus Craon), und Jeanne des Roches
                  1. Jean de Fougères, * und † 6. Dezember 1230
                  2. Jeanne de Fougères, † nach 1273, Dame de Fougères, bestattet in Savigny; ⚭ 29. Januar 1254 in Fougères, Hugues (XII.), † kurz nach 25. August 1270, Seigneur de Lusignan, Comte de La Marche et d’Angoulême, Sohn von Hugues (XI.) le Brun, Seigneur de Lusignan, Comte de La Marche et d’Angoulême (Haus Lusignan), und Yolande de Bretagne (Haus Frankreich-Dreux)

              2. Clémence de Fougères, † 1252; ⚭ (1) Alain de Vitré, Seigneur de Dinan, Sohn von Robert, Seigneur de Vitré (Haus Vitré), und Emma de Dinan; ⚭ (2) vor 7. Oktober 1200 Ranulf de Blondeville, 4. Earl of Chester, * Oswestry Castle wohl 1170, † 28. Oktober 1232 in Wallingford, Sohn von Hugh de Kevelioc, 3. Earl of Chester (Haus Conteville), und Bertrade de Montfort (Haus Montfort-l’Amaury)

            3. Henri de Fougères
            4. Marguerite de Fougères; ⚭ (1) 1179 Guillaume Bertrand, wohl Sohn von Robert (III.) Bertrand, Seigneur de Bricquebec; ⚭ (2) (Ehevertrag 1189) Waleran (V.) de Meulan, † 1190/91 in Palästina, Sohn von Robert de Beaumont, Comte de Meulan (Haus Beaumont), und Matilda of Cornwall (Haus Dunstanville)
            5. Mabile de Fougères; ⚭ Alain (IV.), Vicomte de Rohan, † 27. Oktober 1205, Sohn von Alain (III.), Vicomte de Rohan (Haus Rohan), und Constance de Penthièvre (Haus Rennes)

          2. Frangalo de Fougères, † nach 1163
          3. Guillaume de Fougères (William the Angevin), † 20. Dezember 1212, erwarb den Familienbesitz in Buckinghamshire
          4. Robert de Fougères, † nach 1163
          5. Clémence de Fougères, † 1194 oder später; ⚭ Robert, Seigneur de Montfort-sur-Risle, † 1178, Sohn von Hugues van Gent, Seigneur de Montfort-sur-Risle (Haus Gent), und Adeline de Beaumont (Haus Beaumont)

        3. Robert de Fougères, † nach 1129 – wohl identisch mit Robert Giffard, † nach 1229, der vor 1129 von König Heinrich I. die Lordship of Weare, Devonshire, erhielt
          1. Walter Giffard, † wohl 1160/70, Lord of Weare; ⚭ Matilda
          2. William Giffard, Lord of Weare
            1. Walter Giffard, †wohl nach 1242/43; ⚭ Alice
              1. Emma Giffard, † vor 26. August 1276; ⚭ (1) Hugh de Wideworth, † vor 1276; ⚭ (2) Sir William Trewin; ⚭ (3) Sir Robert Dynham

            2. Rohese Giffard; ⚭ Ralph de Albemara
            3. Cecila Giffard

      2. Eudes, Juhael, Godehldis und Junardaudis

    2.  ? Guillaume de Fougères, † nach 1085, im Domesday Book mit Grundbesitz in Buckinghamshire genannt

  2.  ? Frangalo, Seigneur de Fougères; ⚭ Cana, Tochter von Gelduin, Seigneur de Saumur, und Gerberge du Perche, Schwester von Gosfried de Montcalv (Gosfridus de monte calvo), sie heiratete in zweiter Ehe Raoul (V.) Vicomte de Beaumont
    1. Denise, † 28. April nach 1081, bestattet in der Abtei Pontlevoy; ⚭ Sulpice (I.), Seigneur d’Amboise, † 1. Juni wohl 1081, Sohn von Lisois, Seigneur de Bazoges, und Hersende de Buzançais, bestattet in Pontlevoy